# دایکی سوگا
دایکی سوگا (انگلیسی: Daiki Suga؛ زادهٔ ۱۰ سپتامبر ۱۹۹۸) بازیکن فوتبال اهل ژاپن است.
از باشگاه‌هایی که در آن بازی کرده‌است می‌توان به باشگاه فوتبال کونسادول ساپورو اشاره کرد.